# Pseudoxytenanthera stocksii
Pseudoxytenanthera stocksii är en gräsart som först beskrevs av William Munro, och fick sitt nu gällande namn av To Quyen Nguyen. Pseudoxytenanthera stocksii ingår i släktet Pseudoxytenanthera och familjen gräs. Inga underarter finns listade i Catalogue of Life.